# Collinas
Collinas település Olaszországban, Szardínia régióban, Medio Campidano megyében. Lakosainak száma 775 fő (2023. január 1.). Collinas Lunamatrona, Mogoro, Sardara, Siddi, Villanovaforru és Gonnostramatza községekkel határos.

## Népesség
A település lakossága az elmúlt években az alábbi módon változott:
| Lakosok száma | 843  | 829  | 775  |
|               | 2017 | 2018 | 2023 |